# Statul Katanga

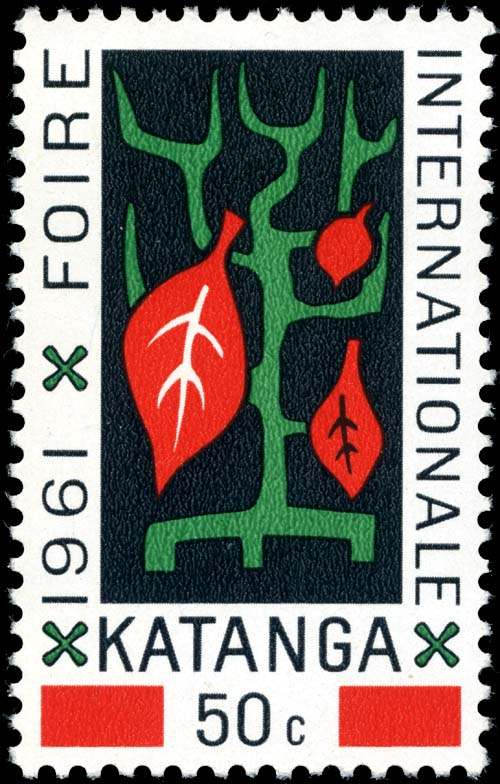
Timbru poştal emis în 1961; cu toate că Katanga nu era membră a UPU, timbrele sale erau tolerate pe efectele poștale internaționale

Katanga a fost un stat secesionist proclamat la 11 iulie 1960, care se separa de noua țară independentă Republica Democrată Congo. În revolta împotriva noului guvern al lui Patrice Lumumba în iulie, Katanga și-a declarat independența sub conducerea lui Moise Tshombe, lider al partidului local CONAKAT. Noul guvern nu s-a bucurat de suport deplin în toată provincia, în special în zona Baluba din nord. În prezent statul este  Provincia Katanga, parte a Republicii Democrate Congo.
În mai 1960 partidul Mouvement National Congolais (MNC), condus de Patrice Lumumba a câștigat alegerile parlamentare și Lumumba a fost numit prim-ministru. Joseph Kasavubu (din partea Alliance des Bakongo) a fost ales președinte de către parlament. Alte partide care au apărut în această perioadă au fost Parti Solidaire Africain (or PSA, condus de Antoine Gizenga) și Parti National du Peuple (PNP condus de Albert Delvaux și Laurent Mbariko).
Congo-ul Belgian și-a obținut independența în 30 iunie 1960 sub numele de Republica Congo (République du Congo). Deoarece și colonia franceză a Congo-ului de Mijloc (Moyen Congo) și-a ales numele de Republica Congo după ce și-a obținut independența, cele două țări erau cunoscute sub numele de Congo-Léopoldville și Congo-Brazzaville, după numele capitalelor lor.
În zilele care au urmat independenței, forțele de securitate congoleze s-au revoltat, fiind nemulțumite de faptul că întregul corp al ofițerilor era format din belgieni, administrația s-a dizolvat și dezordinea a cuprins țara. Belgia a trimis trupe suplimentare (s-au alăturat trupelor belgiene existente) în Congo fără acordul guvernului congolez pentru a restaura ordinea și pentru a proteja cetățenii belgieni.
Pentru a recăpăta controlul asupra armatei ce se revoltase, primul ministru a numit un congolez ca nou comandant al soldaților iar Joseph Mobutu / Mobutu Sese Seko Koko Ngbendu Wa Za Banga, cel ce va deveni mai târziu conducătorul acestei țări, a fost numit șef al statului major. Nemulțumit de toate aceste evenimente, Moise Tshombe, președintele bogatei regiuni Katanga, a proclamat pe 11 iulie independența acesteia. .
Declarația de independență a fost făcută cu sprijin belgian din interese de afaceri și cu ajutorul a peste 6.000 de trupe belgiene, cu toate că belgienii mai târziu nu au recunoscut katanga. Tshombe a fost cunoscut ca un apropiat al companiilor industriale belgiene care se ocupau de extracția resurselor bogate de cupru, aur și uraniu. Katanga a fost una dintre zonele cele mai bogate și mai dezvoltate din Congo.
Și regiunea Kasai de Sud a intrat într-o luptă de secesiune împotriva noii conduceri.
Astfel conflictul din Congo a devenit în același timp unul internațional (datorat intervenției Belgiei în fosta sa colonie) cât și unul intern (cauzat de secesiunea unei provincii într-un stat nou).
La 12 iulie 1960 guvernul congolez a cerut ONU să intervină militar pentru a proteja teritoriul național al statului congolez împotriva agresiunii externe (belgiene). ONU a trimis în Congo misiunea de pace ONUC, cea mai mare de până la acea dată.

###### Schimbările numelui țării în și după epoca colonială
- Asociația Internațională Africană (1876-1879)
- Societatea Internațională Congo (1879–1885)
- Statul Independent Congo (1885–1908)
- Congo Belgian (1908–1960)
- Republica Congo (Léopoldville)(1960–1971)
- Zair (1971–1997)
- Republica Democrată Congo (din 1997)

###### Provincii secesioniste din Congo
- Katanga
- Kasai de Sud